# 維季姆事件

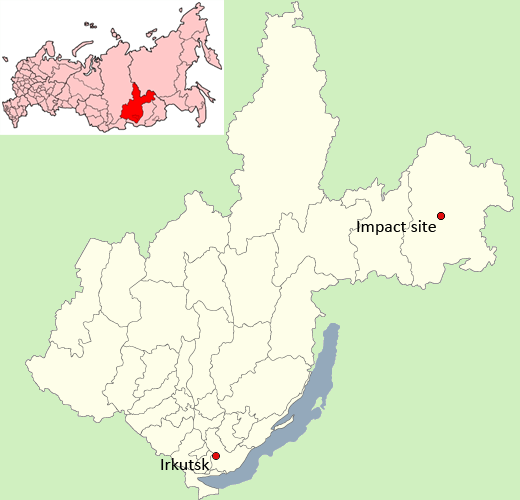
維季姆火流星撞擊點

維季姆事件或博代博事件被認為是在維季姆河流域的火流星或彗星的彗核撞擊事件，它於2002年9月25日晚間大約10:00（當地時間）發生在俄羅斯西伯利亞伊尔库茨克州馬馬-丘亞區的博代博小鎮。美軍的導彈防禦軍事衛星也偵測到此一事件。 
有些嘗試企圖定義這次爆炸的等級。美國軍方分析師計算在0.2-0.5千噸，而俄罗斯物理學家估計是4-5千噸。
與事件相關的資訊在一周後才出現在大眾媒體和科學家之間。最初，沒有人能夠了解爆炸的嚴重程度。地區性的伊爾庫茨克太陽-地球物理學院派出了一個小探測隊，在博代博小鎮外10公里處企圖發現隕石（人們告訴他們其墜落在最近的山）。
有些人認為這一現象與1908年的通古斯事件類似。

## 探險隊
- 第一隊－ 俄罗斯的MChS（緊急救難隊）試圖在波台波附近尋找該物體。
- 第二隊－ 2002年10月伊尔库茨克国立大学的探險隊（由謝爾蓋·亞澤夫領隊）。

官方正式的探險隊在2002至2003年從未到達撞擊點，位於遙遠的西伯利亞北方针叶林。 

## Kosmopoisk的探險隊
太空搜索協會提出了2003年5月執行探險的報告（由切爾諾布羅夫率隊），抵達了推測的撞擊點（大約距離維季姆斯基50公里）。那里的情形看起來與1908年發生通古斯事件之後的中通古斯河類似。雪和水的樣本分析，發現有異常大量的氚以及鈷和銫的放射性同位素。
總結所有的資訊，切爾諾布羅夫認為維季姆事件是一次直徑在50至100公尺的彗星核心造成的。

## 外部連結
- Meteorite Odds / Ends & Trivia (Vitim Bolide / Meteor / Meteoroid) - Meteorites Australia（页面存档备份，存于）（latest update 26 March 2006）
- Cambridge Conference Network bulletins concerning the Vitim event Cambridge Conference Correspondence（页面存档备份，存于）
- BBC online article Cash plea for space impact study
- Times online article Siberia meteorite flattens 40 sq miles（页面存档备份，存于）
- Cambridge Conference Network archive concerning the event Cambridge Conference Correspondence
- Shumilov, O. I.; Kasatkina, E. A.; Tereshchenko, E. D.; Kulichkov, S. N.; Vasil’ev, A. N. . Journal of Experimental and Theoretical Physics Letters. 2003-01, 77 (2). ISSN 0021-3640. doi:10.1134/1.1564232 （英语）.
- Chernobrov, Vadim & Soleny, Alexander & Lawrence, Maria (2003). Results from the VITIM-2003 expedition (dead link)

58°16′16″N 113°27′13″E / 58.271016°N 113.453579°E